# 316e régiment d'infanterie
Le 316e régiment d'infanterie (316e RI) est un régiment d'infanterie de l'Armée de terre française constitué en 1914 avec les bataillons de réserve du 116e régiment d'infanterie.
À la mobilisation, chaque régiment d'active créé un régiment de réserve dont le numéro est le sien plus 200.

## Création et différentes dénominations
- Août 1914 : 316e régiment d'infanterie
- Juin 1916 : dissous

## Historique des garnisons, combats et batailles du316eRI

### Première Guerre mondiale

#### Affectations
- 61e division de réserve d'août 1914 à

## Drapeau
Il porte, cousues en lettres d'or dans ses plis, les inscriptions suivantes :
- L'Ourcq 1914
- L'Aisne 1914-1915